# (37864) 1998 FJ10
1998 FJ10 (asteroide 37864) é um asteroide da cintura principal. Possui uma excentricidade de 0.18292120 e uma inclinação de 2.17677º.
Este asteroide foi descoberto no dia 24 de março de 1998 por ODAS em Caussols.